# 大鼻長鰭蝠魚
大鼻長鰭蝠魚，為輻鰭魚綱鮟鱇目棘茄魚亞目棘茄魚科的其中一種，分布於印度洋印度海域，屬深海底棲性魚類，棲息深度344-403公尺，棲息在底層水域，生活習性不明。

## 扩展阅读
維基物種上的相關：大鼻長鰭蝠魚